# РНК-полимераза III
В клетках эукариот РНК-полимераза III транскрибирует ДНК для синтеза рибосомной 5S рРНК, тРНК, 7SL РНК и других малых РНК.
Гены, транскрибируемые РНК-полимеразой III, относятся к категории генов «домашнего хозяйства», экспрессия которых требуется во всех типах клеток и при большинстве условий окружающей среды. Следовательно, регуляция транскрипции РНК-полимеразы III в первую очередь связана с регуляцией роста клеток и клеточного цикла и требует меньшего количества регуляторных белков, чем в случае РНК-полимеразы II. Однако в стрессовых условиях белок Maf1 подавляет активность РНК-полимеразы III. Рапамицин также может ингибировать РНК-полимеразу III через свою прямую мишень TOR.

## Транскрипция
Процесс транскрипции (любой полимеразой) включает три основных этапа:
- Инициирование, требующее создания комплекса РНК-полимеразы на промоторе гена
- Элонгация, синтез транскрипта РНК
- Терминация, завершение транскрипции РНК и разборка комплекса РНК-полимеразы

### Инициирование
Инициирование: построение полимеразного комплекса на промоторе. РНК-полимераза III необычна (по сравнению с РНК-полимеразой II) тем, что не требует контрольных последовательностей перед геном, вместо этого обычно полагаясь на внутренние контрольные последовательности, а именно последовательности в транскрибируемой части гена (хотя в некоторых случаях и вышестоящие последовательности, например, ген мяРНК U6 имеет восходящий ТАТА-бокс, что встречается в промоторах РНК-полимеразы II).
Существует три класса инициации РНК-полимеразы III, соответствующих инициации 5S рРНК, тРНК и U6 мяРНК. Во всех случаях процесс начинается со связывания факторов транскрипции с контрольными последовательностями и заканчивается привлечением TFIIIB (Фактора Транскрипции для полимеразы III B) в комплекс и сборкой РНК-полимеразы III. TFIIIB состоит из трех субъединиц: TATA-связывающего белка (TСБ), фактора, связанного с TFIIIB (BRF1 или BRF2 для транскрипции подмножества транскрибируемых РНК-полимеразой III генов у позвоночных), и B-двойной первичной единицы (BDP1). Общая архитектура имеет сходство с РНК-полимеразой II.

#### Класс I
Стандартные этапы инициации гена 5S рРНК (также называемого классом I):
- TFIIIА (Фактор Транскрипции для полимеразы III A) связывается с внутригенной (лежащей в пределах транскрибируемой последовательности ДНК) контрольной последовательностью 5S рРНК, блоком C (также называемым боксом C).
- TFIIIА служит платформой, которая заменяет блоки A и B для расположения TFIIIC в ориентации по отношению к сайту старта транскрипции, которая эквивалентна тому, что наблюдается для генов тРНК.
- Как только TFIIIC связывается с комплексом TFIIIA-ДНК, сборка TFIIIB происходит тем же образом, что и для транскрипции тРНК.

#### Класс II
Стандартные этапы инициации гена тРНК (также называемого классом II):
- TFIIIC (Фактор Транскрипции для полимеразы III C) связывается с двумя внутригенными (лежащими в пределах транскрибируемой последовательности ДНК) контрольными последовательностями, блоками A и B (также называемыми боксом A и боксом B).
- TFIIIC действует как фактор сборки, который позиционирует TFIIIB для связывания с ДНК на сайте с центром примерно в 26 парах оснований перед сайтом начала транскрипции.
- TFIIIB представляет собой фактор транскрипции, который собирает РНК-полимеразу III на стартовом сайте транскрипции. Как только TFIIIB связывается с ДНК, TFIIIC больше не требуется. TFIIIB также играет важную роль в открытии промотора.

#### Класс III
Стандартные этапы инициации гена мяРНК U6 (также называемого классом III) (задокументированы только у позвоночных):
- SNAPc (комплекс активирующего белка мяРНК) (также называемый PBP и PTF) связывается с ПЭП (Проксимальным Элементом Последовательности) с центром примерно в 55 парах оснований перед сайтом начала транскрипции. Эта сборка в значительной степени стимулируется факторами транскрипции РНК-полимеразы II Oct1 и STAF, которые связываются с энхансер-подобным ДЭП (Дистальным Элементом Последовательности), по крайней мере, на 200 пар оснований перед сайтом начала транскрипции. Эти факторы и промоторные элементы являются общими для транскрипции генов мяРНК РНК-полимеразой II и III.
- SNAPc действует для сборки TFIIIB в TATA-боксе с центром из 26 пар оснований перед стартовым сайтом транскрипции. Наличие TATA-бокса указывает на то, что ген мяРНК транскрибируется РНК-полимеразой III, а не РНК-полимеразой II.
- TFIIIB для транскрипции U6-мяРНК  содержит меньший паралог Brf1, Brf2.
- TFIIIB представляет собой фактор транскрипции, который собирает РНК-полимеразу III на стартовом сайте транскрипции. Консервация последовательности предсказывает, что TFIIIB, содержащий Brf2, также играет роль в открытии промотора.

### Элонгация
TFIIIB остается связанным с ДНК после инициации транскрипции с помощью РНК-полимеразы III (в отличие от бактериальных σ-факторов и большинства основных факторов транскрипции для транскрипции РНК-полимеразой II). Это приводит к высокой скорости повторной инициации транскрипции генов, транскрибируемых РНК-полимеразой III.

### Терминация
Полимераза III завершает транскрипцию на небольшом участке polyUs (5-6). В случае эукариот петля шпильки не требуется, но может повысить эффективность терминации у человека.